# Wolfgang Schoene
Wolfgang Schoene (* 20. Juli 1926 in Berlin; † 18. Oktober 2006) war ein deutscher Soziologe.

## Leben

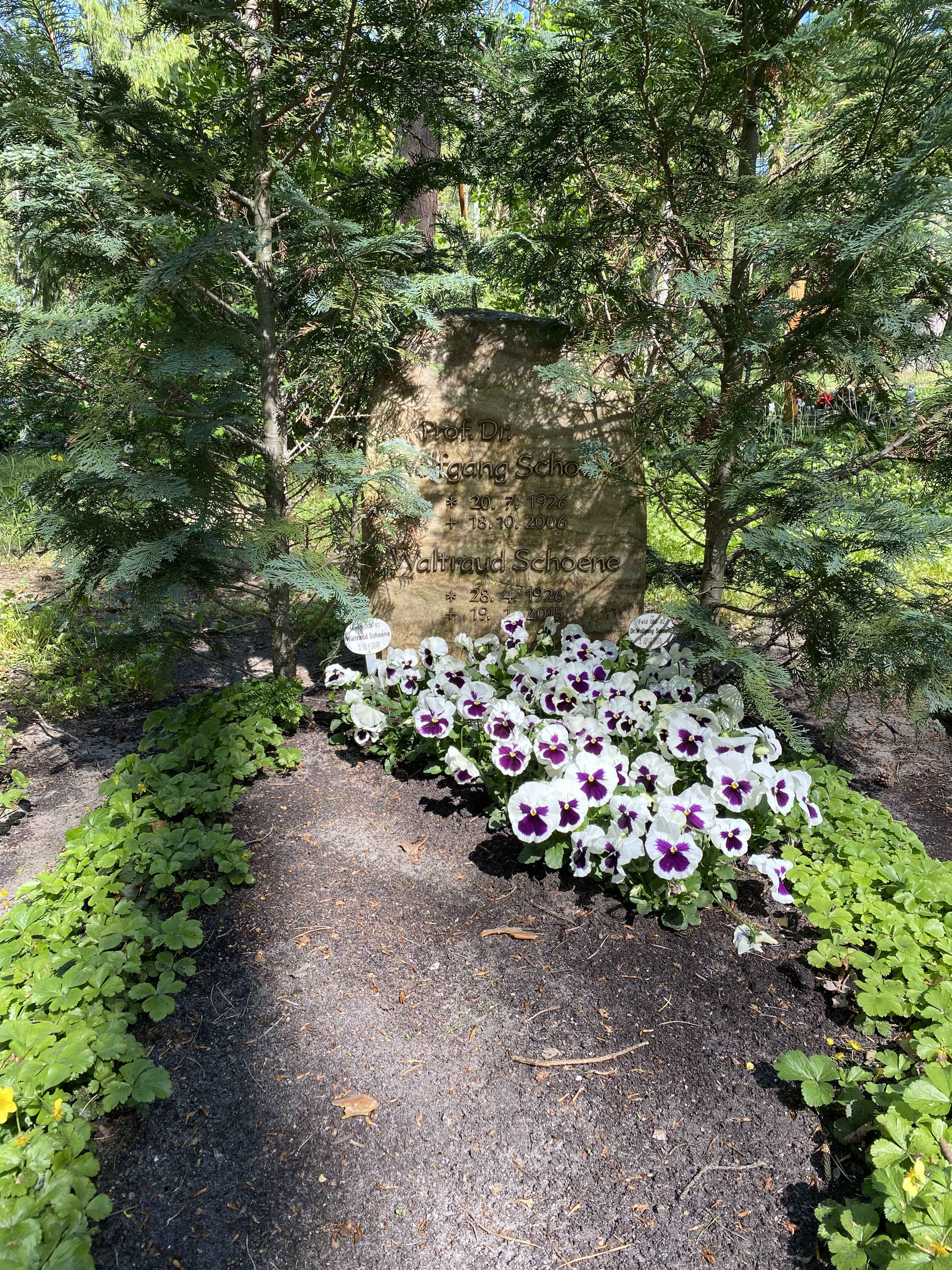
Grabstätte auf dem Waldfriedhof Zehlendorf

Er studierte in Berlin Ethnologie, Psychologie, Soziologie und Anthropologie. Von 1954 bis 1958 arbeitete er am Institut für Ethnologie und Sozialpsychologie der FU Berlin, wo er 1955 zum Dr. phil. promoviert wurde. Schoene war von 1963 bis 1969 Mitarbeiter an der 1946 gegründeten Sozialforschungsstelle an der Universität Münster mit Sitz in Dortmund. Er betreute länger die soziologische Zeitschrift Die soziale Welt – Zeitschrift für sozialwissenschaftliche Forschung und Praxis, dann 1972–1977 Mitherausgeber der Zeitschrift für Soziologie, 1976–1993 der Zeitschrift Medizin, Mensch, Gesellschaft. Im Anschluss an eine Tätigkeit als Akademischer Rat an der Universität Bielefeld wurde er 1971 ordentlicher Professor für Soziologie an der Pädagogischen Hochschule Westfalen-Lippe in Münster. Von 1974 bis 1991 lehrte er als Professor auf dem Lehrstuhl für Medizinische Soziologie an der Universität Münster. Zu den Schwerpunkten seiner wissenschaftlichen Arbeit gehörten sozialwissenschaftliche Aspekte der Psychoanalyse, kulturanthropologische Fragen in der Soziologie und Medizinsoziologie.
Wolfgang Schoene wurde auf dem Waldfriedhof Zehlendorf (Feld 060-82) beigesetzt.

## Schriften (Auswahl)
- Über die Psychoanalyse in der Ethnologie. Eine theoriegeschichtliche Auseinandersetzung mit einigen Grundlagen der nordamerikanischen „Kultur- und Persönlichkeits“-Forschung. Dortmund 1966, OCLC 8675056.
- als Herausgeber mit Wolfgang M. Pfeiffer: Psychopathologie im Kulturvergleich. Stuttgart 1980, ISBN 3-432-91201-3.